# سیارک ۱۲۲۳۴
سیارک ۱۲۲۳۴ (به انگلیسی: 12234 Shkuratov، نامگذاری:1986RP2) دوازده هزار و دویست و سی و چهارمین سیارک کشف شده‌است که در ۶ سپتامبر ۱۹۸۶ کشف شد.
قدر مطلق سیارک برابر ۲۶.۹ است.